# Bert Anciaux
Bert Jozef Herman Vic Anciaux (Merksem, 11 settembre 1959) è un politico belga, membro del Partito Socialista Differente.
È stato presidente dell'Unione Popolare per 6 anni, 3 anni come presidente dell'alleanza VU-ID, e poi, dopo la fine dell'Unione Popolare, è stato il prestanome del nuovo partito politico SPIRIT.
A 8 anni dalla sua fondazione nel 2001, SPIRIT è stato ribattezzato "VlaamsProgressieven". A sua volta, in risposta al ritiro di Anciaux e di altri membri del parlamento, VlaamsProgressieven è stato ribattezzato Partito Social-Liberale (SLP) il giorno di capodanno 2009.
Bert Anciaux è stato ministro più volte, dal luglio 2004 al luglio 2009 nel governo fiammingo.
Il 13 gennaio 2009, ha annunciato il suo passaggio alla sp.a.

## Biografia
Dopo il liceo Jan-van-Ruusbroeckollege a Laeken, ha studiato giurisprudenza.
Bert Anciaux ha una laurea in giurisprudenza alla Vrije Universiteit Brussel ed è stato avvocato dal 1984 al 1994.
Era una delle figure principali del partito politico "Unione Popolare" (Volksunie).
Nel 1976 è stato notato dal fatto di aver bruciato una bandiera belga in pubblico. Ha iniziato la sua carriera politica nell'Unione Popolare, assistito da suo padre Vic Anciaux che è stato presidente dal 1979 al 1985.
Nel 1987 è stato consigliere comunale a Bruxelles e assessore per 3 anni, 4 anni più tardi, è divenuto membro del consiglio provinciale della provincia del Brabante Fiammingo.
Nel 1992, fu presidente dell'Unione Popolare fino al 1998. Si è poi messo in congedo per esplorare alcune modalità di ampliare la base del partito. Nel 1995 è stato eletto senatore rimanendo tale fino al 1999. Nel 1998 ha creato il think tank ID21 all'interno dell'Unione Popolare.
Nel 2001 l'Unione  Popolare si scioglie, Geert Bourgeois e Bert Anciaux si oppongono a ciò. Bert Anciaux trasforma ID21 in SPIRIT e unisce i socialisti fiamminghi del cartello sp.a-Spirit, che gli dà la possibilità di essere ministro nel governo fiammingo nel 2004, con competenze sulla cultura, gioventù, sport e sugli affari "di Bruxelles". Ma si unì prima al governo Verhofstadt II come ministro federale della mobilità. Coglierà questa opportunità per prendere decisioni criticate dai francofoni, in particolare nel caso del sorvolo di Bruxelles e la sua periferia con gli aerei che decollano dall'aeroporto di Bruxelles-National, questo piano di dispersione che porta il suo nome è già costato molto allo Stato belga. Una volta implementato il suo piano, nel 2004 cede il posto a Renaat Landuyt per passare al governo fiammingo.
Come conseguenza della scissione del cartello sp.a-Spirit Anciaux ha scelto il 12 gennaio 2009 di aderire alla sp.a, che diverrà Partito Socialista Differente.
Dopo le elezioni regionali del 2009, non viene riconfermato ministro.
Nel 2010 è stato eletto senatore diretto e nel 2014 è divenuto senatore cooptato.
Il 21 febbraio 2013 ha presentato una proposta di lotta contro l'islamofobia confrontandola con l'antisemitismo.